# Старший рядовой авиации

Нашивка старшего рядового Военно-воздушных сил США с 1991 года

Знак различия старшего рядового Военно-воздушных сил США (1976-1991)

Старший рядовой авиации или Старший авиатор (англ. Senior Airman (SrA) — старшее воинское звание рядового состава Военно-воздушных сил США.
В Военно-воздушных силах США это звание относится к четвертой ступени военной иерархии (E-4) и занимает место между воинскими званиями рядовой авиации первого класса и штаб-сержант. Ранг старшего рядового авиации ввёден 30 декабря 1975 года (вступил в силу с 1 июня 1976 года).
Рядовой авиации первого класса может получить звание старшего рядового авиации после 36 месяцев службы в своём звании на штатной должности или после 20 месяцев прохождения службы в должности, которая определена для старшего рядового. Заслуженные рядовые первого класса (не более 15% от штатной численности части) могут получить высшее звание досрочно, но не ранее чем за 6 месяцев.

## Ссылка
- Таблицы воинских званий в ВВС США
- Звания воинские
- International Encyclopedia of Uniform Insignia around the World (англ.)
- U. S. Army Enlisted Rank Insignia — Criteria, Background, and Images (англ.)